# Mittuch József
Mittuch József (szlovákul Jozef Mittuch; Ócsad, 1867. november 21. – Felsőelefánt, 1949. március 13.) római katolikus plébános, iskolafelügyelő.

## Élete
Zsolnán végezte a középiskolát, majd a nyitrai szemináriumban tanult filozófiát és teológiát.
1890-ben szentelték pappá. Előbb 1890-1891-ben Neszlényben, majd 1891-1900 között Vágbesztercén volt káplán, alszerpap és nevelő. Később 1900-1933 között Felsőelefánton lett plébános, illetve esperességi titkár. 1922-től kovarci alesperes és tanfelügyelő. 1932-től szentszéki kamarás. 1933 után nyugalomba vonult. 1936-tól zsinati bíró.
A nyitrai egyházirodalmi iskolának 1889. január 13. megnyitására Ébresztő címmel írt költeményt (Magyar Állam). A Vágvölgyi Lapnak is munkatársa volt. A Nyitrai Írók Könyvében is jelent meg írása.

## Művei
- 1904 Adatok Elefánth történetéhez. Nyitramegyei Szemle Különlenyomat. Nyitra
- 2008 Údaje k dejinám obce Lefantovce. Horné Lefantovce. (ford. Štefan Rácz) ISBN 9788096987115